# 出科聯
出科聯（1709年—1753年），字乾甫，号淑渠，福建惠安樟市铺洪厝坑（今泉州市泉港区涂岭镇洪厝坑村）人，祖籍蒙古追溯祖先源自於蒙古四傑之一，木華黎，（明兵推軍北上，元朝退回北蒙時期）金州太尉納哈出，後代取用此（漢字）出姓氏所傳承的後裔。

## 生平
生于清康熙四十八年（1709年）。乾隆三年（1738年），中解元。乾隆四年（1739年），中进士。選翰林院庶吉士，散館授檢討。卒於乾隆十八年（1753年）七月十四日。